# Henri de Barillon
Pour les articles homonymes, voir de Barillon.
Henri de Barillon (4 mars 1639 - 6 mai 1699) est un prélat français, évêque de Luçon (1671-1699), 

## Biographie
Né le 4 mars 1639 au château d'Amboise, Henri de Barillon est le fils de Jean-Jacques de Barillon et de Bonne Fayet et le frère de Jean-Paul de Barillon et le neveu d'Antoine Barillon de Morangis.
Élève du Collège de Juilly de 1650 à 1652, il entre à l'oratoire en 1658, prend l'habit ecclésiastique le 2 juillet 1660 et reçoit à cette occasion la bénédiction de Saint Vincent de Paul. Prieur de Boulogne (près Blois) en mai 1663 par le choix de l'abbé Rancé, il reçoit les ordres mineurs de l'évêque de Périgueux le 25 août 1664, devient sous-diacre le 20 septembre 1664 et soutient son acte sorbonique le 19 novembre 1664. Fait diacre par l'archevêque de Paris le 19 septembre 1665, il réussit sa licence et ses actes de mineure le 25 mai 1665 et majeure le 7 décembre 1665. Ordonné prêtre le 19 juin 1666 par l'évêque de Meaux, il est reçu docteur en théologie de la faculté de Paris le « 31 juin 1666 » [sic].  
Il est nommé évêque de Luçon le 16 octobre 1671, confirmé le 8 février 1672 et sacré le 5 juin 1672 par l'évêque d’Angoulême assisté des évêques de Tarbes et de Béziers. Il arrive à Luçon le 27 octobre 1672 et prend possession de l'évêché le 29 octobre 1672. Le 20 janvier 1673, il est nommé conseiller d’État. Dans son diocèse, il se distingue par sa charité et par ses aumônes. Il fait construire un séminaire, des maisons de retraite et des refuges pour les nouveaux convertis. Il dépense près de 24.000 livres pour faire rebâtir le clocher de sa cathédrale qui s'était écroulé quelques années avant sa nomination. Il continue les conférences ecclésiastiques de Luçon instaurées par son prédécesseur et, en 1676, il fait imprimer à La Rochelle un Catéchisme ou Doctrine chrétienne pour les évêchés de La Rochelle, de Luçon et d'Angers qui est appelé le Catéchisme des trois Henri car les trois évêques portent ce prénom. Il déploie une grande activité, en 1680 il visite 74 paroisses, en 1681, 53. Le 3 juin 1693, il réunit un synode. Il rédige ses Conférences ecclésiastiques du diocèse de Luçon sur l’épître de S. Paul aux Hébreux, touchant les devoirs & les vertus des pasteurs et des ecclésiastiques , ouvrage précédé d'une lettre pastorale donnée à Luçon le 16 janvier 1695. 
En avril 1699, Henri de Barillon se rend à Paris pour être opéré de la maladie de la pierre. Le 3 mai 1699, il reçoit la communion et le 5 mai, François Colot l’opère. Malgré l'extraction de la pierre et du fait d'une prise régulière d'opium faite depuis deux ans pour calmer la douleur, il meurt le 6 mai 1699, vers 5 heures du matin entre les bras du curé de Saint-Jacques du Haut-Pas, de l'abbé Dubos archidiacre du Luçon, de M. Dugast, grand chantre et M. Aubry son secrétaire . Il est inhumé dans l'église de l'institution des oratoriens. Son cœur est transféré à Luçon et placé dans le chœur de la cathédrale le 29 juillet 1699 mais sa tombe a aujourd'hui disparu. Seul son épitaphe subsiste sur un pilier du déambulatoire sud de la cathédrale de Luçon. L'abbé Dubos publie en sa mémoire un Abrégé de la vie de messire Henri de Barillon, évêque de Luçon, avec des résolutions pour bien vivre, des pensées chrétiennes sur les maladies, des réflexions sur la mort, la manière de s'y préparer et des consolations contre ses frayeurs, par le même prélat, Delf, 1700, in-12.